# 써브라임의 음반
이 문서는 써브라임에서 발매한 음반이다.

## 2020년대
- 2022년 1월 25일 정예인 - [Digital Single] Plus n Minus
- 2022년 5월 18일 예린 - ARIA
- 2022년 12월 2일 정예인 - [Digital Single] 버스정류장